# Георгиос Захилас
Георгиос Захилас или Дзахилас (на гръцки: Γεώργιος Ζαχείλας, Τζαχίλας) е гръцки революционер, арматол, участник в Гръцката война за независимост, в Гръцкото въстание в Македония от 1854 година и в Гръцкото въстание в Македония от 1878 година.

## Биография
Георгиос Захилас е роден през 1798 година вероятно в района на планината Олимп. Произхожда от голям каракачански род от кукушкото село Колибите, който мигрира със стадата си в Олимп. Брат му е арматолът Димос Захилас. Участва в революцията от 1821 година. След разгрома, скрива въоръжението си в пещера в Долен Олимп и заминава за Южна Гърция, където се бори в няколко последователни битки. Той се отличава в битката при Аналатос и в битката при Керацини. След войната се заселва със семейството си в Беотия.
В 1854 година оглавява въстанието в Олимп заедно с Димос Николау Олимпиос (Псародимос), Йоанис Диамандис, Евангелос Коровангос и Зисис Сотириу, също ветеран от Войната за независимост. Въстаниците овладяват западната част на Олимп след успешно сражение във Фламбуро (Пиерия), а след това напредват до предградията на Катерини. Но изтеглянето на Димитриос Каратасос от Халкидика и натискът на европейските консули ги принуждават да спрат активните военни дейстия.
През 1878 година, въпреки че е на 80 години, Захилас отново участва във въстанието в Катеринско заедно с К. Псирас, Тольос Лазос и Николаос Влахавас, син на Евтимиос Влахавас, под общото командване на Космас Думбиотис. Думбиотис първоначално разделя четата си на две части, начело на втората застава Захилас, който е изпратен в Рапсани в южното подножие на Олимп, където действа Константинос Исхомахос. Северната чета обаче се сблъсква с големи турски сили и четата на Захилас е принудена да отиде в Кариес. В този район дава и последната си битка при Карица.